# Mionica
Pour les articles homonymes, voir Mionica (homonymie).
Mionica (en serbe cyrillique : Мионица) est une ville et une municipalité de Serbie situées dans le district de Kolubara. Au recensement de 2011, la ville comptait 1 571 habitants et la municipalité dont elle est le centre 14 263.

## Géographie
Mionica est située dans l'ouest de la Serbie, sur les rives de la rivière Ribnica, un affluent de la Kolubara.

## Histoire
Mionica a été fondée au XIXe siècle, le plus ancien édifice de la ville étant l'église de l'Ascension-de-Notre-Seigneur, construite en 1854. Mionica a accueilli sa première école primaire en 1864.

## Localités de la municipalité de Mionica

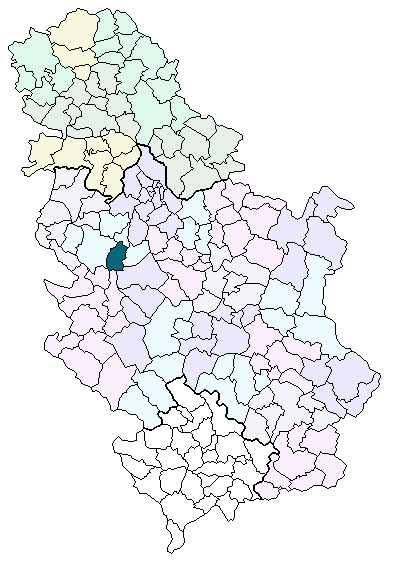
Localisation de la municipalité de Mionica en Serbie

La municipalité de Mionica compte 36 localités :
| - Berkovac - Brežđe - Bukovac - Velika Marišta - Virovac - Vrtiglav - Golubac - Gornji Lajkovac - Gornji Mušić - Gunjica - Donji Mušić - Dučić | - Đurđevac - Klašnić - Ključ - Komanice - Krčmar - Maljević - Mionica - Mionica (selo) - Mratišić - Nanomir - Osečenica - Paštrić | - Planinica - Popadić - Radobić - Rajković - Rakari - Robaje - Sanković - Struganik - Tabanović - Todorin Do - Tolić - Šušeoka |

Mionica est officiellement classée parmi les « localités urbaines » (en serbe : градско насеље et gradsko naselje) ; toutes les autres localités sont considérées comme des « villages » (село/selo).

## Démographie

### Ville

#### Évolution historique de la population dans la ville
| 1948 | 1953 | 1961 | 1971  | 1981  | 1991  | 2002  | 2011  |
| ---- | ---- | ---- | ----- | ----- | ----- | ----- | ----- |
| 568  | 656  | 860  | 1 227 | 1 438 | 1 679 | 1 723 | 1 571 |

## Politique
À la suite des élections locales serbes de 2008, les 38 sièges de l'assemblée municipale de Mionica se répartissaient de la manière suivante :
| Parti                                                             | Sièges |
| ----------------------------------------------------------------- | ------ |
| Nouvelle Serbie                                                   | 15     |
| Parti démocratique                                                | 8      |
| Parti radical serbe                                               | 7      |
| Parti socialiste de Serbie - Parti des retraités unis de Serbie   | 4      |
| Mouvement serbe du renouveau - Parti démocrate-chrétien de Serbie | 4      |

Biljana Nikolić a été élue présidente (maire) de la municipalité de Mionica, succédant ainsi à Milan Matić, membre du parti Nouvelle Serbie.

## Personnalités
- Živojin Mišić (1855-1921), voïvode né à Struganik

## Coopération internationale
Mionica a signé des accords de partenariat avec les villes suivantes :
- Uzerche (France)
- Laško (Slovénie)
- Katzrin (Israël)
- Tomaszów Mazowiecki (Pologne)